# Галюк Пієс
Галюк Пієс (тур. Haluk Piyes, 30 березня 1975 року, Кельн, Німеччина) — турецький і німецький кіноактор, режисер, продюсер і сценарист.

## Життєпис
Галюк Пієс народився 30 березня 1975 року.  Його батьки турки, які покинули країну в 1970 роках і відправилися на роботу в Німеччину. Потім його батько пішов з дому, коли він був ще дитиною. У нього було важке дитинство, так як хлопчик жив в чужій країні, без батька і мав іншу національність. У нього є 2 старші сестри. 
Під час навчання в Німеччині він виявив свій літературний дар і захотів стати актором. Його пристрасть до акторської майстерності почалася в початковій школі і супроводжувала його все життя — від тайського боксерського чемпіона, вуличного працівника з 16 років і до студента юридичного факультету. Галюк відвідував театральні курси завдяки підтримці свого улюбленого професора турецької літератури в Німеччині. Хлопець вирішив також вивчати право, після того, як над ним знущалися однолітки в дитинстві, а також займався боксом.
У 1991 році він поїхав в Лос-Анджелес, де три роки працював сценаристом і режисером. Іноземці звуть його Лук Пієс, що набагато легше запам'ятовується. Він повернувся до Німеччини після Америки. Пієс завжди продовжував працювати соціальним працівником. Створюючи проєкти по боротьбі з насильством, з наркотиками і тероризмом, і проведення семінарів в школах і університетах (часто в зонах військових дій), дало йому спонукання створювати власні незалежні кінопроєкти.

## Особисте життя
Як стверджують джерела, соціальна і акторська робота забирає у чоловіка дуже багато вільного часу, тому Пієс досі не одружений і дітей у нього немає. На сьогоднішній день не відомо чи є у актора дівчина, адже інформації про його особисте життя в мережі дуже мало.

## Фільмографія
Як стверджують турецькі ЗМІ, його перша роль була в короткометражному художньому фільмі "Buket Alakus". У 2000 році він прославився своїм фільмом «Атака Канака».
Фільми і серіали, в яких знімався Галюк Пієс : 
- 1996 - "Cobra Tracking" (Нік)
- 1998 - "Die Mädchenfalle"
- 1999 - "Blind vor Liebe"
- 2001 - «Він любить мене» / «Summer Love»[en]  (Хуссейн)
- 2003 - "Die Klasse von '99" - Шульський військовий вісник (як Лук Пієс)
- 2004 - Ен Гард (Ілір)
- 2005 - "Вересень / Eylül" (Керем Актас)
- 2006 - "Пані покоївка / Sahte prenses" (Керем Акдаг)
- 2007 - «Парс: операція Вишня» / «Pars: Kiraz Operasyonu»[en] (Тайфун Караган)
- 2007 - "Пусат / Pusat" (Алі Пусат)
- 2009 - "Ворог у дзеркалі / Aynadaki düsman" (Мурат Шахін)
- 2009 - "Порох у моїй крові / Kanimdaki Barut" (Barut). Це його перша режисерська робота, яка повідає глядачеві про домашнє насильство.
- 2010 - Back Streets 5-й сезон (командир Насух)
- 2010 - "Надія мандрівників / Umut Yolcuları" (командир Насух)
- 2012 - "Мук / M.u.c.k." (Озан)
- 2013 - Firuze
- 2015 - Наша історія/ Bizim Hikaye"
- 2016 - "Пожежа /Ateş"
- 2016 - "Вільсберг / Wilsberg"
- 2016 - "Паливо для вогню / Fuel to the Fire" (короткометражка)
- 2017 - "Риба під назвою Любов / Ein Fisch namens Liebe"
- 2017 - "Таємниця минулого / Secrets from the Past" .